# Minnie Smythe
Minnie Smythe (1872-1955) era una pintora de acuarela, especializada en paisajes.
Tuvo como profesor de acuarela a su padre, Lionel Percy Smythe. Pintó desde 1896 hasta 1939. Su cuadro Una chica de campo estuvo incluido en el libro Mujeres Pintoras del Mundo. El estilo de sus paisajes es similar al de su padre. Fue la segunda mujer que como hija fuese introducida a la Real Academia de Artes posterior a su padre. Smythe fue aprobada en 1901 a sus 26 años, mientras que su padre en 1898, a la edad de 58 años.